# Estudiantes Handball Club Tournai
Maillots
Actualités
L’Estudiantes Handball Club Tournai, abrégé en EHC Tournai, surnommé L'Estu, est un club de handball belge, situé à Tournai en Belgique dans la Province du Hainaut.
Porteur du matricule 176, le club évolue en Division 1 pour la saison 2022-2023. C'est le troisième club hainuyer à s'être hissé à ce niveau, les deux autres étant le CSV Charleroi et SHC Mont-sur-Marchienne.
L'Estu est affilié à la LFH.

## Histoire
L’Estudiantes Handball Club Tournai, le matricule 176, a été fondé en 1974 au Collège de Kain à l’initiative de Michel Bataille, avec quelques anciens de la rhéto. Ils étaient tous passionnés par ce sport encore très peu pratiqué en province de Hainaut, le nom du club est inspiré du club de football argentin, l’Estudiantes de la Plata.
.

### Repère historique
- 1974 C’est en mai 1974 que Michel Bataille et son ami Patrick Chantry fondèrent le club. En septembre, le club entre en championnat en promotion Brabant-Hainaut, les matchs se déroulant alors dans la salle du Skill à Tournai.
- 1976 Le club change de salle, et prend le hall communal de Kain comme salle domicile.
- 1977/1978 Le club est champion de la promotion Brabant-Hainaut, et accède en Division 3.
- 1980 L’EHC Tournai déménage dans la salle communale d’Herseaux.
- 1984 L’Estudiantes déménage vers l’ancien centre équestre d’Estaimbourg.
- 1989 La direction engage une équipe préminime en Ligue du Nord-Pas-de-Calais.
- 1990/1991 Le club redescend en promotion Brabant-Hainaut.
- 1991/1992 L’Estu monte en D1 LFH.
- 1992/1993 Nouveau déménagement pour le club tournaisien, qui quitte Estaimbourg pour Estaimpuis. Le comité décide d’arrêter la compétition à la mi-championnat dans l’attente d’une autre solution.
- 1993/1994 Cette année voit la création des équipes minimes, cadets et juniors, ainsi que le déménagement vers le hall omnisports de Celles.
- 1994/1995 Le club retrouve son équipe seniors qu’il aligne en promotion Brabant-Hainaut.
- 1995/1996 L’équipe première accède de nouveau à la D1 LFH.
- 1997 Ultime déménagement pour le club, qui retrouve sa ville natale de Tournai, en s’installant au Hall des Sports de la C.E.T.
- 1999/2000 Patrick Chantry démissionne de son poste de président, il sera remplacé par Pierre-Yves Proot la saison suivante.
- 2001/2002 Qualification pour les play-offs de la D1 LFH et montée en Division 2 (ancienne Division 3).
- 2002/2003 L’Estu termine quatrième de la Division 2 (ancienne Division 3).
- 2004/2005 Arrivée de Robin Mathijs à la tête de l’équipe. Il prend du service en tant que joueur pour redresser l’équipe.
- 2006/2007 Malgré un septième place en Division 2 (ancienne Division 3) au terme de la saison, l’équipe première élimine, en coupe de Belgique, le club de Division d’honneur (actuelle Division 1) HC Eynatten-Raeren, et crée en fin de saison le Challenge Patrick Chantry.
- 2007/2008 L’équipe première est championne de Division 2 et, grâce au projet de sensibilisation au handball dans les écoles, 400 jeunes pratiquent le handball.
- 2008/2009 L’Estudiantes HC Tournai termine troisième pour sa première saison en Division 1 (actuelle Division 2). Cette même année, 800 jeunes pratiquent le handball grâce au projet de sensibilisation à la pratique du handball à Tournai.
- 2009/2010 L’Estu termine deuxième de Division 2 derrière l’Union beynoise qui est la seule équipe à monter en Division 1.
- 2010/2011 Le club échoue une nouvelle fois à la deuxième place de Division 2 derrière le HC Visé BM, qui monte seule en Division 1.
- 2011/2012 À l’issue du championnat régulier, l’EHC Tournai termine premier de Division 2, devançant l’équipe anversoise de Merksem. Au terme des play-offs, le club confirme sa supériorité en battant par deux fois l’équipe flandrienne du HKW Waasmunster, ce qui lui permet d’accéder enfin à la Division 1.
- 2012/2013 Pour leur première saison en Division 1, le club termine à la septième place. Les équipes de préminimes et minimes sont championnes du Brabant/Hainaut, mais sont respectivement éliminées par le HC Eynatten-Raeren et le HC Visé BM en LFH. Le club crée pour la première fois de son histoire une section féminine et enfin, le Final four de la coupe de Belgique est organisé par le club au Hall des Sports de la C.E.T[1].
- 2013/2014 Le EHC Tournai termine une seconde fois septième en Division 1. Au sein des équipes de jeunes, les préminimes sont champions francophones, les minimes sont éliminés par le HC Amay et les cadets par le HC Visé BM[1].

## Parcours
| Saison    | Niveau | Division   | Classement | Coupe de Belgique | Coupe d'Europe        |
| --------- | ------ | ---------- | ---------- | ----------------- | --------------------- |
| 1998-1999 | 3      | Division 3 | 9e         | ?                 |                       |
| 1999-2000 | 4      | Division 3 | 7e         | ?                 |                       |
| 2000-2001 | 4      | Division 3 | 3e         | ?                 |                       |
| 2001-2002 | 4      | Division 3 | 3e         | ?                 |                       |
| 2002-2003 | 3      | Division 2 | 4e         | ?                 |                       |
| 2003-2004 | 3      | Division 2 | 8e         | ?                 |                       |
| 2004-2005 | 3      | Division 2 | 10e        | ?                 |                       |
| 2005-2006 | 3      | Division 2 | 9e         | 1/4 de finale     |                       |
| 2006-2007 | 3      | Division 2 | 7e         | 1/4 de finale     |                       |
| 2007-2008 | 3      | Division 2 | 1er        | ?                 |                       |
| 2008-2009 | 2      | Division 1 | 3e         | ?                 |                       |
| 2009-2010 | 2      | Division 2 | 2e         | ?                 |                       |
| 2010-2011 | 2      | Division 2 | 2e         | ?                 |                       |
| 2011-2012 | 2      | Division 2 | 2e         | ?                 |                       |
| 2012-2013 | 1      | Division 1 | 7e         | 1/8 de finale     |                       |
| 2013-2014 | 1      | Division 1 | 7e         | 1/4 de finale     |                       |
| 2014-2015 | 1      | Division 1 | 8e         | 1/8 de finale     |                       |
| 2015-2016 | 1      | Division 1 | 8e         | 1/8 de finale     |                       |
| 2016-2017 | 1      | Division 1 | 7e         | 1/32 de finale    |                       |
| 2017-2018 | 1      | Division 1 | 8e         | 1/16 de finale    |                       |
| 2018-2019 | 1      | Division 1 | 8e         | 1/32 de finale    | CC: Tour préliminaire |
| 2019-2020 | 1      | Division 1 | -          | 1/2 finale        |                       |
| 2020-2021 | 1      | Division 1 | -          | -                 |                       |
| 2021-2022 | 1      | Division 1 | 9e         | 1/8 de finale     |                       |

### Campagnes européennes
| EHC Tournai |                 |                   |         |       |        |        |                     |
| Saisons     | Compétitions    | Tours             | Club    | Aller | Totale | Retour | Club                |
| 2018-2019   | Coupe Challenge | Tour préliminaire | Tournai | 31-29 | 56-57  | 25-28  | Parnassos Strovolou |

#### Clubs rencontrés
- Parnassos Strovolou

## Jeunesse
À Tournai, la formation des jeunes est une tradition, d’autant plus que le EHC Tournai est un club amateur. Cette formation commence dès l’âge de 5 ans, et se termine vers 21 ans. Celle-ci est encadrée par le staff technique du club.
Les équipes jeunes du EHC Tournai ont déjà collectionné les titres de champions du Brabant-Hainaut mais n’ont jamais remporté de titres LFH.

## Palmarès
| Compétitions nationales                                                           |
| - Division 3/D1 LFH (2) - Premier : 2013-2014, 2017-2018 (Avec sa seconde équipe) |

## Nom
Le club s’est inspiré du club de football argentin, l’Estudiantes de la Plata.

## Personnalités historiques du club

### Joueurs emblématiques
- Patrick Chantry
- Dominique Dogot
- Michel Quenoy
- Philippe de Hosté
- Pierre-Yves Proot
- Benjamin Chantry
- Nicolas Bridoux
- Stéphane Vancauwenberghe (1er joueur français au club)
- Germain Grenez
- Gaëtan Ndongmo
- Jens Lievens
- Gert-Jan Mathijs
- Ruben Mathijs
- Corentin Chantry

### Présidents
- Léo Bricman
- Philippe Dutoit
- Marcel Wattiaux
- Philippe Wattiaux

### Entraîneurs
- Patrick Chantry
- Mohamed Gmar
- Marc Multael
- Johan Christiaens
- Pierre-Yves Proot
- Stéphane Vancauwenberghe
- Robin Matthijs: 2003-2014
- Vincent Parat: 2014-2015
- Allan Cuervo: 2015-2017
- Luc Vercauteren: 2017-

## Médias
Chaque semaine, Notélé, la chaîne de télévision locale du Hainaut Occidental, diffuse Estu Mag, proposant les meilleurs moments des rencontres sportives du EHC Tournai. Cette retransmission dure en moyenne une vingtaine de minutes.

## Galerie photo

Logo du EHC Tournai